# 霍利斯冰川
72°0′S 164°34′E / 72.000°S 164.567°E
霍利斯冰川（英語：Houliston Glacier），是南極洲的冰川，位於維多利亞地的彭內爾海岸，流經尼爾山和西石英山脈，最終注入布萊克冰川，由新西蘭的探險隊命名，現時由南極條約體系管理。